# Max Hoeppener
 (avril 2021).
Si vous disposez d'ouvrages ou d'articles de référence ou si vous connaissez des sites web de qualité traitant du thème abordé ici, merci de compléter l'article en donnant les références utiles à sa vérifiabilité et en les liant à la section « Notes et références ».
Wilhelm Eduard Maximilian Karlowitsch Hoeppener (en russe : Вильгельм-Эдуард Максимилиан Карлович Геппенер), né le 4 juin 1848 à Moscou, mort le 10 décembre 1924 à Moscou, est un architecte russe.